# Stempfermühle
Stempfermühle ist ein Gemeindeteil des Marktes Gößweinstein im Landkreis Forchheim (Oberfranken, Bayern).

## Geografie
Die Einöde in der Wiesentalb liegt etwa einen halben Kilometer westnordwestlich des Ortszentrums von Gößweinstein auf einer Höhe von 322 m ü. NHN.
An der Stempfermühle tritt eine große Quelle hervor. Es wird ein großes Höhlensystem im Anstrom vermutet, das kilometerweit bis zur Fellner-Doline reicht. Färbversuche sollen den Wasserweg aufgezeigt haben (unverifiziert).

## Geschichte
Durch die Verwaltungsreformen zu Beginn des 19. Jahrhunderts im Königreich Bayern wurde die Stempfermühle mit dem Zweiten Gemeindeedikt 1818 ein Bestandteil der  Ruralgemeinde Behringersmühle. Im Zuge der Gebietsreform in Bayern wurde die Stempfermühle zusammen mit der Gemeinde Behringersmühle zu Beginn des Jahres 1972 nach Gößweinstein eingemeindet. 1987 hatte die Stempfermühle einen Einwohner.

## Verkehr
Die Bundesstraße 470 führt nördlich der Stempfermühle vorbei. Etwa 500 Meter nördlich befindet sich mit dem Bahnhof Behringersmühle der Endpunkt der Dampfbahn Fränkische Schweiz. Vom ÖPNV wird der Ort nicht bedient. Der nächstgelegene Bahnhof befindet sich in Ebermannstadt und ist der kommerzielle Endbahnhof der Wiesenttalbahn. Durch die Einöde führt der Fränkische Marienweg.